# Plešiny
Plešiny jsou malá vesnice, část města Janovice nad Úhlavou v okrese Klatovy v Plzeňském kraji. Nachází se asi tři kilometry severozápadně od Janovic nad Úhlavou. Plešiny leží v katastrálním území Spůle o výměře 2,58 km².

## Historie
První písemná zmínka o vesnici pochází z roku 1720.

## Obyvatelstvo
| Rok            | 1869 | 1880 | 1890 | 1900 | 1910 | 1921 | 1930 | 1950 | 1961 | 1970 | 1980 | 1991 | 2001 | 2011 | 2021 |
| -------------- | ---- | ---- | ---- | ---- | ---- | ---- | ---- | ---- | ---- | ---- | ---- | ---- | ---- | ---- | ---- |
| Počet obyvatel | 77   | 86   | 81   | 68   | 75   | 90   | 63   | 60   | 51   | 43   | 34   | 24   | 22   | 17   | 29   |
| Počet domů     | 18   | 18   | 18   | 14   | 14   | 14   | 15   | 14   | 14   | 13   | 13   | 12   | 12   | 12   | 14   |

## Obecní správa
Při sčítání lidu v letech 1850–1975 Plešiny byly osadou obce Spůle, se kterým patřily nejprve do okresu Domažlice, ale od roku 1950 v okrese Klatovy. Od 1. července 1975 jsou částí města Janovice nad Úhlavou v okrese Klatovy.